# Comuna Zăvoi, Caraș-Severin
Zăvoi este o comună în județul Caraș-Severin, Banat, România, formată din satele 23 August, Măgura, Măru, Poiana Mărului, Valea Bistrei, Voislova și Zăvoi (reședința).

## Istoric
Aici s-au descoperit, în 2009, ruinele unui palat care se presupune că a fost ridicat de legionarii romani pentru împaratul Traian în anul 101.

## Demografie
Componența etnică a comunei Zăvoi
     Români (84,72%)
     Romi (4,72%)
     Alte etnii (0,14%)
     Necunoscută (10,42%)
Componența confesională a comunei Zăvoi
     Ortodocși (78,94%)
     Penticostali (6,66%)
     Baptiști (2,59%)
     Alte religii (1,11%)
     Necunoscută (10,7%)
Conform recensământului efectuat în 2021, populația comunei Zăvoi se ridică la 3.514 locuitori, în scădere față de recensământul anterior din 2011, când fuseseră înregistrați 3.946 de locuitori. Majoritatea locuitorilor sunt români (84,72%), cu o minoritate de romi (4,72%), iar pentru 10,42% nu se cunoaște apartenența etnică. Din punct de vedere confesional, majoritatea locuitorilor sunt ortodocși (78,94%), cu minorități de penticostali (6,66%) și baptiști (2,59%), iar pentru 10,7% nu se cunoaște apartenența confesională.

## Politică și administrație
Comuna Zăvoi este administrată de un primar și un consiliu local compus din 13 consilieri. Primarul, Iustin-Doru Cîrdei[*], de la Partidul Național Liberal, este în funcție din 2016. Începând cu alegerile locale din 2024, consiliul local are următoarea componență pe partide politice:
|  | Partid                          | Consilieri | Componența Consiliului | Componența Consiliului | Componența Consiliului | Componența Consiliului | Componența Consiliului | Componența Consiliului | Componența Consiliului | Componența Consiliului |
|  | ------------------------------- | ---------- | ---------------------- | ---------------------- | ---------------------- | ---------------------- | ---------------------- | ---------------------- | ---------------------- | ---------------------- |
|  | Partidul Național Liberal       | 8          |                        |                        |                        |                        |                        |                        |                        |                        |
|  | Partidul Social Democrat        | 4          |                        |                        |                        |                        |                        |                        |                        |                        |
|  | Alianța pentru Unirea Românilor | 1          |                        |                        |                        |                        |                        |                        |                        |                        |

## Legături externe

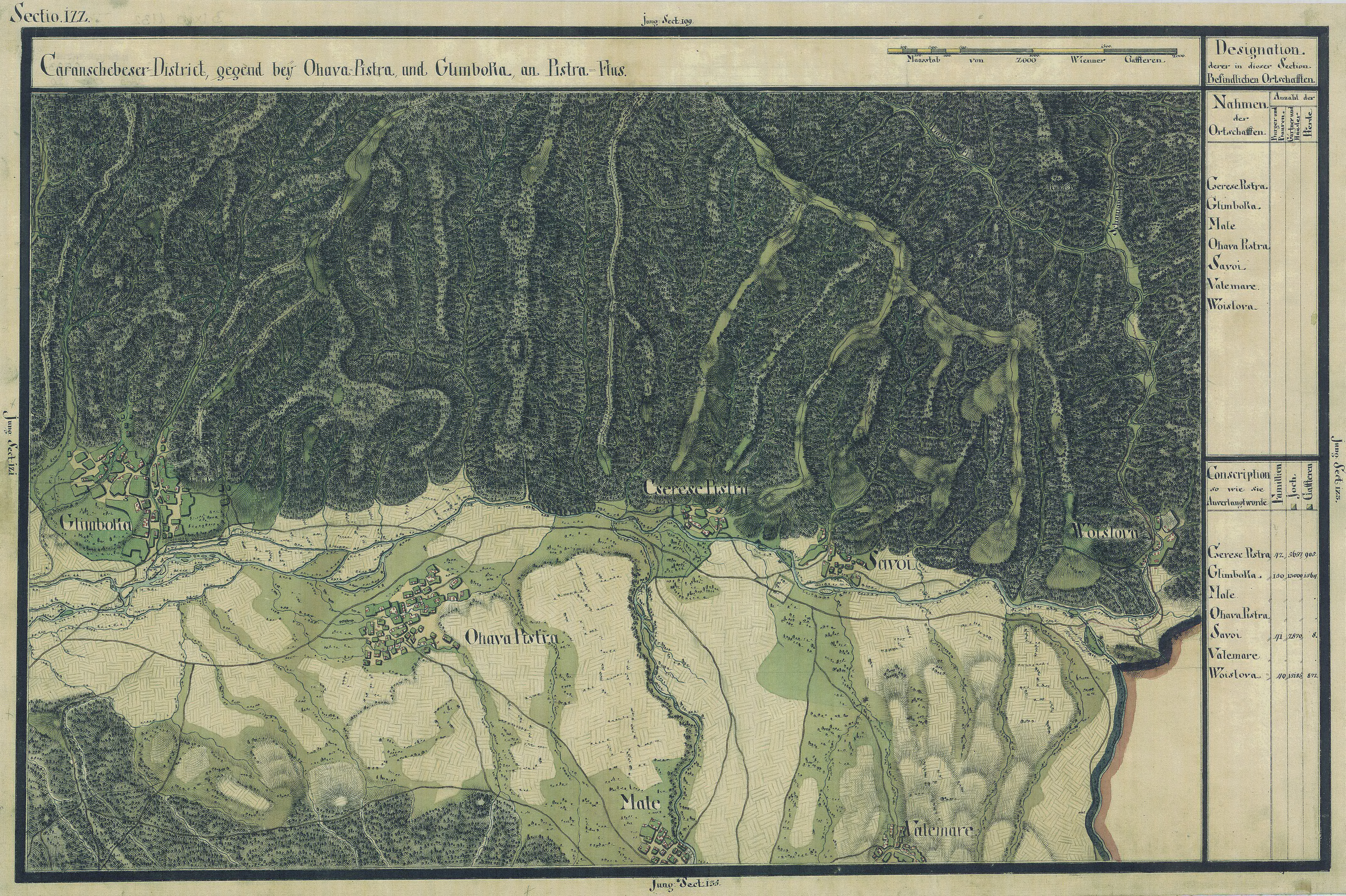
Zăvoi în Harta Iosefină a Banatului, 1769-72